# 圣克劳德 (佛罗里达州)
圣克劳德（英語：St. Cloud）是美国佛罗里达州奧西歐拉縣下属的一座城市。建立于1911年。面积约为23.7平方公里（约合9.2平方英里）。根据2010年美国人口普查，该市有人口35,183人。论人口在本州排行第72。